# Yoshihiro Natsuka
Yoshihiro Natsuka (名塚 善寛, Natsuka Yoshihiro) est un footballeur japonais né le 7 octobre 1969 à Funabashi dans la préfecture de Chiba au Japon.